# Hồ Thanh Ân
Hồ Thanh Ân (sinh ngày 10 tháng 3 năm 2006) là một vận động viên Taekwondo Việt Nam. Anh là thành viên đội tuyển Taekwondo Hồ Chí Minh, với thành tích (liên tiếp) 1 huy chương bạc 1 huy chương đồng tại giải Vô địch Thế Giới, 2 huy chương vàng tại giải vô địch Đông Nam Á và gần đây nhất anh đạt được 1 huy chương vàng tại Giải vô địch Thế giới.

## Tiểu sử
Hồ Thanh Ân sinh năm 2006, sinh sống cùng gia đình tại Thành phố Hồ Chí Minh. Làm quen với bộ môn Taekwondo từ năm 6 tuổi. 

## Sự nghiệp
Ban đầu, do có nền tảng, đến năm 2017, Hồ Thanh Ân được gọi vào đội tuyển Taekwondo Việt Nam đến năm 2019 tham dự Giải Vô địch Quyền Taekwondo thế giới tại Đài Loan. Ngay lần đầu tham dự, Hồ Thanh Ân cùng đồng đội đã giành được Huy chương Bạc. Đây là tấm huy chương quốc tế đầu tiên trong sự nghiệp của cậu.
Hồ Thanh Ân đang theo học Lớp 10 tại Trường THPT Chuyên năng khiếu thể dục thể thao Nguyễn Thị Định (TP Hồ Chí Minh).

## Chương trình truyền hình đã tham gia
- Siêu tài năng nhí - HTV7[2]

- Siêu bất ngờ - HTV7[3]

- Thiếu Niên Nói 2021 - VTV3

## Thành tích nổi bật

### Thể thao
| Năm  | Giải đấu                              | Nơi diễn ra | Thành tích      | Nguồn |
| ---- | ------------------------------------- | ----------- | --------------- | ----- |
| 2019 | Giải taekwondo vô địch thế giới       |             | Huy chương bạc  | [ 4 ] |
| 2019 | Giải vô địch quyền Taekwondo thế giới |             | Huy chương bạc  | [ 4 ] |
| 2020 | Giải Taekwondo vô địch Châu Á         |             | Huy chương vàng | [ 4 ] |
| 2020 | Giải Taekwondo vô địch Châu Á         |             | Huy chương bạc  | [ 4 ] |

### Thành tích
- Huân chương Lao động hạng Nhất (năm 2025)[5]